# Cotton: Fantastic Night Dreams
Cotton: Fantastic Night Dreams (コットン?, Cotton) è un videogioco arcade del 1991 sviluppato da Success e pubblicato da SEGA. Primo titolo dell'omonima serie di sparatutto a scorrimento, il gioco ha ricevuto conversioni per varie piattaforme tra cui Sharp X68000, TurboGrafx CD, PlayStation e Neo Geo Pocket Color.